# Ramon Dino
Ramon Rocha Queiroz (Río Branco, 9 de febrero de 1995), más conocido como Ramon Dino, es un culturista brasileño. Fue subcampeón del Mister Olympia en la categoría Classic Physique en 2022 y 2023.

## Trayectoria deportiva
Ramon Dino compite en la categoría Classic Physique, en la que el límite de peso es de 103 kg. En 2018, Dino compitió en el Olympia Brasil, una de las competiciones de culturismo más importantes de su país, en la que resultó vencedor y obtuvo su tarjeta de profesional. En 2021, hizo su debut internacional en el Mister Olympia, finalizando en quinta posición. Poco después, se aseguró su participación en la siguiente edición tras su victoria en el Expo Super Show en Río de Janeiro.
En diciembre de 2022, volvió a participar en el Mister Olympia, finalizando en segunda posición, y cuatro meses más tarde, compitió en el Arnold Classic 2023 en Columbus (Estados Unidos), donde se proclamó vencedor. En noviembre de 2023, volvió a ser subcampeón del Mister Olympia en la categoría Classic Physique tras Chris Bumstead.

## Palmarés internacional

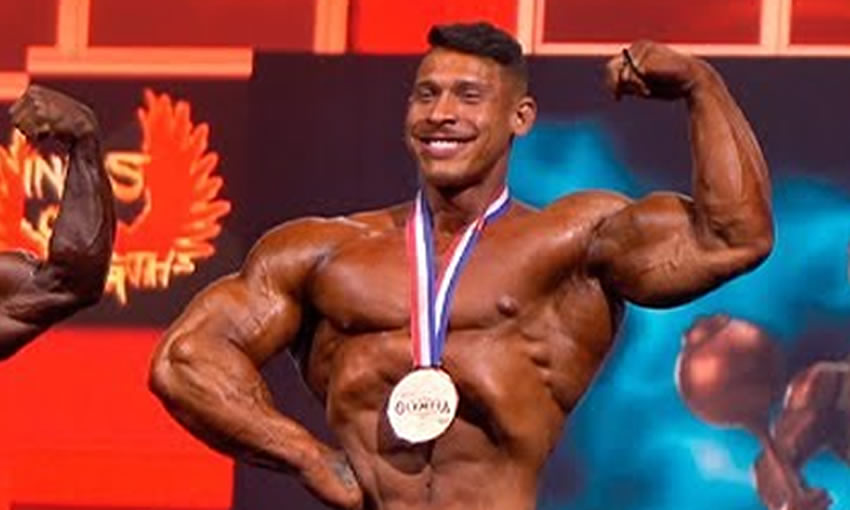

| Mister Olympia | Mister Olympia             | Mister Olympia   | Mister Olympia   |
| Año            | Lugar                      | Medalla          | Categoría        |
| -------------- | -------------------------- | ---------------- | ---------------- |
| 2022           | Las Vegas (Estados Unidos) | Medalla de plata | Classic Physique |
| 2023           | Orlando (Estados Unidos)   | Medalla de plata | Classic Physique |
| Arnold Classic |                            |                  |                  |
| Año            | Lugar                      | Medalla          | Categoría        |
| 2022           | Columbus (Estados Unidos)  | Medalla de plata | Classic Physique |
| 2023           | Columbus (Estados Unidos)  | Medalla de oro   | Classic Physique |
| 2024           | Columbus (Estados Unidos)  | Medalla de plata | Classic Physique |